# Азійсько-Тихоокеанське економічне співробітництво
Азійсько-Тихоокеанське економічне співробітництво (англ. The Asia-Pacific Economic Cooperation, скорочено АТЕС, англ. APEC) — форум економік Тихоокеанського узбережжя. Заснований у 1989 році з метою сприяння тіснішій економічній співпраці та вільній торгівлі держав Азійсько-Тихоокеанського регіону. Аналог таких утворень як Європейський Союз та Північноамериканської зони вільної торгівлі, що існують в інших регіонах світу. Наразі до кооперації входять 21 економіка. Частка держав-членів становить 40,5 % планетарного населення, 54,2 % ВВП та 43,7 % міжнародної торгівлі.
Щорічно відбувається форум держав-членів на рівні глав урядів, місце зустрічі чергується поміж всіма державами. Специфічною особливістю є дрес-код — національні костюми держави господаря.

## Економіки-учасниці
До АТЕС входить 21 член, це більшість з-поміж держав, що омиваються Тихим океаном. Організація є однією із небагатьох куди входить Тайвань (хоча й під кострубатою назвою Китайський Тайбей), при цьому за цілковитої згоди материкового Китаю. Та на догоду Піднебесній щодо членів використовується термін «економіки-учасниці» замість звичнішого «держави-учасниці».
| Економіка-член              | рік вступу |
| --------------------------- | ---------- |
| Австралія                   | 1989       |
| Бруней                      | 1989       |
| Індонезія                   | 1989       |
| Канада                      | 1989       |
| Малайзія                    | 1989       |
| Нова Зеландія               | 1989       |
| Південна Корея              | 1989       |
| Сінгапур                    | 1989       |
| США                         | 1989       |
| Таїланд                     | 1989       |
| Філіппіни                   | 1989       |
| Японія                      | 1989       |
| Гонконг, КНР                | 1991       |
| КНР                         | 1991       |
| Китайський Тайбей (Тайвань) | 1991       |
| Мексика                     | 1993       |
| Папуа Нова Гвінея           | 1993       |
| Чилі                        | 1994       |
| В'єтнам                     | 1998       |
| Перу                        | 1998       |
| Росія                       | 1998       |

Індія, попри те що не омивається Тихим океаном також робила запит щодо членства в організації. Попервах її заявку підтримали США, Японія та Австралія. Але з низки причин її не прийняли до організації, та було оголошено про мораторій на прийняття нових членів до кінця 2010 року.
Окрім Індії, ще з десяток держав висловили бажання приєднатися. Зокрема: Монголія, Пакистан, Лаос, Бангладеш, Коста-Рика, Колумбія, Еквадор. Також Гуам, за прикладом Гонконгу та Китаю намагається стати повноправним членом окремим від США.

## Принципи діяльності
- Рівноправне партнерство;
- Схильність до відкритого діалогу й досягнення консенсусу у обговоренні найважливіших проблем;
- Взаємовигода економічного співробітництва з урахуванням країн, що розвиваються.

## Організаційна структура
- Зустрічі на вищому рівні
- Міністерські зустрічі
- Зустрічі старших посадових осіб
- Група видатних діячів
- Тихоокеанський діловий форум
- Комітет торгівлі та інвестицій
- Бюджетно-адміністративний комітет
- Робочі групи
- Секретаріат
- Економічний комітет

## Саміти
Щорічні зустрічі на високому рівні лідерів держав АТЕС:
| Рік  | #  | Дата                        | Країна            | Місто                               |
| ---- | -- | --------------------------- | ----------------- | ----------------------------------- |
| 1989 | 1  | 6–7 листопада               | Австралія         | Канберра                            |
| 1990 | 2  | 29–31 липня                 | Сінгапур          | Сінгапур                            |
| 1991 | 3  | 12–14 листопада             | Південна Корея    | Сеул                                |
| 1992 | 4  | 10–11 вересня               | Таїланд           | Бангкок                             |
| 1993 | 5  | 19–20 листопада             | США               | Острів Блейк                        |
| 1994 | 6  | 15–16 листопада             | Індонезія         | Богор                               |
| 1995 | 7  | 18–19 листопада             | Японія            | Осака                               |
| 1996 | 8  | 24–25 листопада             | Філіппіни         | Маніла, Субік                       |
| 1997 | 9  | 24–25 листопада             | Канада            | Ванкувер                            |
| 1998 | 10 | 17–18 листопада             | Малайзія          | Куала-Лумпур                        |
| 1999 | 11 | 12–13 вересня               | Нова Зеландія     | Окленд                              |
| 2000 | 12 | 15–16 листопада             | Бруней            | Бандар Сері Бегаван                 |
| 2001 | 13 | 20–21 жовт                  | КНР               | Шанхай                              |
| 2002 | 14 | 26–27 жовт                  | Мексика           | Лос-Кабос                           |
| 2003 | 15 | 20–21 жовт                  | Таїланд           | Бангкок                             |
| 2004 | 16 | 20–21 листопада             | Чилі              | Сантьяго                            |
| 2005 | 17 | 18–19 листопада             | Південна Корея    | Пусан                               |
| 2006 | 18 | 18–19 листопада             | В'єтнам           | Ханой                               |
| 2007 | 19 | 8–9 вересня                 | Австралія         | Сідней                              |
| 2008 | 20 | 22–23 листопада             | Перу              | Ліма                                |
| 2009 | 21 | 14–15 листопада             | Сінгапур          | Сінгапур                            |
| 2010 | 22 | 13–14 листопада             | Японія            | Йокогама                            |
| 2011 | 23 | 12–13 листопада             | США               | Гонолулу                            |
| 2012 | 24 | 9–10 вересня                | Росія             | Владивосток                         |
| 2013 | 25 | 5–7 жовт                    | Індонезія         | Балі                                |
| 2014 | 26 | 10–11 листопада             | КНР               | Пекін                               |
| 2015 | 27 | 18–19 листопада             | Філіппіни         | Пасай                               |
| 2016 | 28 | 19–20 листопада             | Перу              | Ліма                                |
| 2017 | 29 | 10–11 листопада             | В'єтнам           | Дананг                              |
| 2018 | 30 | 17–18 листопада             | Папуа Нова Гвінея | Порт-Морсбі                         |
| 2019 | 31 | 16–17 листопада (скасовано) | Чилі              | Сантьяго                            |
| 2020 | 32 | 20 листопада                | Малайзія          | Куала-Лумпур (розміщено віртуально) |
| 2021 | 33 | 12 листопада                | Нова Зеландія     | Окленд (розміщено віртуально)       |
| 2022 | 34 | 18–19 листопада             | Таїланд           | Бангкок                             |
| 2023 | 35 | 15–17 листопада             | США               | Сан Франциско                       |
| 2024 | 36 | 10–16 листопада             | Перу              | Куско                               |
| 2025 | 37 | Буде оголошено              | Південна Корея    | Сеул                                |
| 2026 | 38 | Буде оголошено              | Бруней            | Бандар Сері Бегаван                 |